# Янік Дюпре
Янік Дюпре (фр. Yanick Dupré, нар. 20 листопада 1972, Монреаль — пом. 16 серпня 1997) — канадський хокеїст, що грав на позиції крайнього нападника.

## Ігрова кар'єра
Хокейну кар'єру розпочав 1988 року.
1991 року був обраний на драфті НХЛ під 50-м загальним номером командою «Філадельфія Флаєрс».
Усю професійну клубну ігрову кар'єру, що тривала 5 років, провів, захищаючи кольори команди «Філадельфія Флаєрс».
Загалом провів 35 матчів у НХЛ.

## Смерть
Помер у віці 24 років від лейкемі́ї.

## Статистика
| Сезон          | Клуб                    | Ліга           | Регулярний сезон | Регулярний сезон | Регулярний сезон | Регулярний сезон | Регулярний сезон | Плей-оф | Плей-оф | Плей-оф | Плей-оф | Плей-оф |
| Сезон          | Клуб                    | Ліга           | І                | Г                | П                | О                | ШХ               | І       | Г       | П       | О       | ШХ      |
| -------------- | ----------------------- | -------------- | ---------------- | ---------------- | ---------------- | ---------------- | ---------------- | ------- | ------- | ------- | ------- | ------- |
| 1988–89        | Laval-Laurentides       | QAAA           | 37               | 13               | 21               | 34               | 39               | 2       | 0       | 2       | 2       | 2       |
| 1989–90        | «Шікутімі Сагенес»      | ГЮХЛК          | 24               | 5                | 9                | 14               | 27               | —       | —       | —       | —       | —       |
| 1989–90        | «Драммонвіль Волтіжерс» | ГЮХЛК          | 29               | 10               | 10               | 20               | 42               | —       | —       | —       | —       | —       |
| 1990–91        | «Драммонвіль Волтіжерс» | ГЮХЛК          | 58               | 29               | 38               | 67               | 87               | 11      | 8       | 5       | 13      | 33      |
| 1990–91        | «Драммонвіль Волтіжерс» | МК             | —                | —                | —                | —                | —                | 5       | 0       | 3       | 3       | 4       |
| 1991–1992      | «Філадельфія Флаєрс»    | НХЛ            | 1                | 0                | 0                | 0                | 0                | —       | —       | —       | —       | —       |
| 1991–92        | «Драммонвіль Волтіжерс» | ГЮХЛК          | 28               | 19               | 17               | 36               | 48               | —       | —       | —       | —       | —       |
| 1991–92        | «Верден Колеж Франс»    | ГЮХЛК          | 12               | 7                | 14               | 21               | 21               | 19      | 9       | 9       | 18      | 20      |
| 1991–92        | «Верден Колеж Франс»    | МК             | —                | —                | —                | —                | —                | 2       | 0       | 1       | 1       | 2       |
| 1992–93        | «Герші Берс»            | АХЛ            | 63               | 13               | 24               | 37               | 22               | —       | —       | —       | —       | —       |
| 1993–94        | «Герші Берс»            | АХЛ            | 51               | 22               | 20               | 42               | 42               | 8       | 1       | 3       | 4       | 2       |
| 1994–95        | «Герші Берс»            | АХЛ            | 41               | 15               | 19               | 34               | 35               | —       | —       | —       | —       | —       |
| 1994–1995      | «Філадельфія Флаєрс»    | НХЛ            | 22               | 0                | 0                | 0                | 8                | —       | —       | —       | —       | —       |
| 1995–96        | «Герші Берс»            | АХЛ            | 52               | 20               | 36               | 56               | 81               | —       | —       | —       | —       | —       |
| 1995–1996      | «Філадельфія Флаєрс»    | НХЛ            | 12               | 2                | 0                | 2                | 8                | —       | —       | —       | —       | —       |
| Усього в АХЛ   | Усього в АХЛ            | Усього в АХЛ   | 207              | 70               | 99               | 169              | 180              | 8       | 1       | 3       | 4       | 2       |
| Усього в ГЮХЛК | Усього в ГЮХЛК          | Усього в ГЮХЛК | 151              | 70               | 88               | 158              | 16               | 30      | 17      | 14      | 31      | 53      |
| Усього в НХЛ   | Усього в НХЛ            | Усього в НХЛ   | 35               | 2                | 0                | 2                | 16               | —       | —       | —       | —       | —       |